# 이혼 보험
《이혼 보험》은 2025년 3월 31일부터 2025년 5월 6일까지 방송된 tvN 월화 드라마다.

## 기획의도
이혼에도 대비가 필요하다! 최고의 브레인만 모여 있는 플러스 손해보험 혁신상품개발팀에서 '이혼보험' 상품을 선보이며 벌어지는 순수 보장형 오피스 로코

## 제작진

### 제작
- 유병술
- 김광수

### 제작사
- 몽작소
- 스튜디오몬도

### 연출
- 이원석 : 영화 《덧칠》(감독), 영화 《트리》(감독), 영화 《남자사용설명서》(공동각본&감독), 영화 《상의원》(감독), tvN 예능 프로그램 《SNL 코리아 시즌 7》(출연), JTBC 예능프로그램 《전체관람가》(출연), 영화 《랄라랜드》(각본&감독&제작), 영화 《브이아이피》(우정출연 - 중국집 배달원 역), 채널 A 예능프로그램 《천만홀릭, 커밍쑨》(출연), 영화 《킬링 로맨스》(감독) 등 연출

- 최보경 : 영화 《독》(프로듀서), 영화 《안녕, 투이》(데이터매니저&연출부) 등 연출

### 극본
- 이태윤

## 등장 인물

### 주요 인물
- 이동욱 : 노기준 역 - 플러스 손해보험 혁신상품 개발팀 보험계리사, 나래의 전남편.
- 이주빈 : 강한들 역 - 플러스 손해보험 보험 심사부 언더라이터, 수민의 전처.
- 이광수 : 안전만 역 - 플러스 손해보험 로스 컨트롤센터 주임, 리스크 서베이어.
- 이다희 : 전나래 역 - 금융수학자, 상품개발팀 특별 자문 퀀트. 기준의 전전전처.

### 주변 인물들
- 추소정 : 조아영 역 - 플러스 손해보험 손해사정센터 사원, 손해사정사. 웅식의 맞선녀.
- 유현수 : 박웅식 역 - 댄서이자 농부, 아영의 맞선남.
- 김원해 : 나대복 역 - 플러스 손해보험 혁신상품개발팀 팀장

### 그 외 인물
- 남창희 : 남창희 역
- 백현주 : 아들에게 이혼 보험을 들어주려는 어머니 역
- 류시현 : 딸에게 이혼 보험을 들어주려는 어머니 역
- 조재윤

### 기타 인물
- 고경희 : 노진주 역 - 노기준의 누나
- 권해성 : 서운형 역 - 노기준의 매형
- 미상 : 남편 행패에 피해를 입은 식당 주인 역
- 미상 : 강한들의 전 남편 역
- 미상 : 관상가 역
- 김광식 : 정정치 역
- 박시환 : 오정도 역
- 배유람 : 김선만 역
- 정가희 : 한여름 역 - 김선만의 아내

### 특별 출연
- 박영규 : 플러스 손해보험 보험의 신 역
- 조보아 : 스님 역 - 기준의 전전 처
- 한선화 : 구미래 역
- 곽시양 : 신현재 역
- 차미경 : 우선희 역

## 참고 사항
- 주요 캐스팅 4명만 공개된 시점에서 연출, 극본, 주연 배우 모두 성이 이씨인 것으로 화제가 되었다. 물론 이씨가 엄청 흔한 성씨이기는 하나, 공개된 캐스팅이 전부 동일 성씨인 경우는 보기 드물다.
- tvN 드라마 최초로 쿠팡플레이에 동시 공개된다.
- 이동욱과 이광수는 〈해피 뉴 이어〉 이후 3년 4개월 만에 재회한다. 또한 같은 소속사 배우이다.
- 이동욱과 이다희는 〈검색어를 입력하세요 WWW〉 이후로 약 6년 만에 재회한다.[1]
- 이주빈은 〈트웰브〉와 겹치는 기간에 촬영하게 된다.
- 이광수는 드라마 〈조각도시〉와 영화 〈드림즈 오브 유〉와 겹치는 기간에 촬영하게 된다.
- 이광수와 이다희는 〈런닝맨〉 에서 얌생이 커플로 미친 케미를 과시하였는데 드라마에서 재회하게 되었다.
- 이원석 감독의 첫 드라마 연출작이다.

## 같이 보기
- 대한민국의 텔레비전 드라마 목록 (ㅇ)
- 2025년 대한민국의 텔레비전 드라마 목록